# 髙木俊
髙木 俊（たかぎ しゅん、1981年3月17日 - ）は、日本の俳優・声優。石川県出身。株式会社ドルチェスター所属。

## 略歴
2歳までアメリカ合衆国のシカゴで育つも英語が苦手と語っている。
1999年、役者を目指して石川県から上京し、代々木アニメーション学院で1年間勉強の後、三ツ矢雄二が主宰する劇団アルターエゴに入団。その後ブリングアップに所属した。
2005年7月より、劇団ひまわり所属の宮野真守とユニット「SMILY☆SPIKY」を結成。
2008年、『天体戦士サンレッド』のサンレッド役で声優として初めて主役に抜擢された。髙木にとってサンレッドは想い入れが強く忘れられない作品で、「難しい」と思っていた声優の仕事を好きにさせてくれた作品だったと語っている。
2010年、ブリングアップを退社しフリーとなる。
2025年4月1日、15年間のフリー期間を経て株式会社ドルチェスターに所属した。

## 人物
舞台、声優など幅広く活動している。
趣味はキックボクシング、雑貨屋めぐり、ショッピング、暇つぶしの落書き、自転車で飯の食材の買物、料理、読書。
特技はジャグリング、けん玉。
免許・資格は原付免許。
座右の銘は「七転び八起き」、「てきとう」。好きな言葉は「あきらめたら　そこで試合終了だよ」。
芸能界入りをしたきっかけは髙木曰くあやふやだが、テレビでミュージカルを観ていたのが大きい気がしていたと語る。
不定期（おおよそ年に1 - 2回のペース）で自らの一人芝居「オレイロ」シリーズを公演している。
学生時代は弓道部に所属していた。
お笑い芸人さまぁ〜ずのファンであり、DVD集めに励んでいる。

## 出演
太字はメインキャラクター。

### テレビアニメ
2001年
- テニスの王子様（ジャック、中学生）

2002年
- ホイッスル!（田中衛、金子、荒巻為吾郎、友安健人、生徒、新入部員）

2004年
- 吟遊黙示録マイネリーベ（2004年 - 2006年、取り巻き、男子生徒、ティルク、アントン、男） - 2シリーズ
- スクールランブル（2004年 - 2006年、テレビ音声、男子生徒、西本願司、野次馬、男B） - 2シリーズ
- 遊☆戯☆王デュエルモンスターズGX（白魔術師）

2005年
- capeta（生徒）

2006年
- おねがいマイメロディ 〜くるくるシャッフル!〜（帆立）
- 家庭教師ヒットマンREBORN!（ボノ、草壁哲矢、警察官、院長（第17話）、ウーノ）

2007年
- こちら葛飾区亀有公園前派出所（サラリーマン、新郎）
- ゼロ デュエル・マスターズ（アキモト）
- 桃華月憚（黒子3、蓮会男子、男子生徒2、司会者、キツネ1）

2008年
- 天体戦士サンレッド（2008年 - 2010年、サンレッド / ウェザーレッド、ガメス、南、カビラジェイ、ジャバ） - 2シリーズ
- とある魔術の禁書目録（アンチスキル）
- 遊☆戯☆王5D's（青山光平）

2009年
- とある科学の超電磁砲（不良）

2010年
- Angel Beats!（野田）
- STAR DRIVER 輝きのタクト（2010年 - 2011年、ホンダ・ジョージ / レイジングブル）
- 聖痕のクェイサー（カメラマン）
- ONE PIECE（キビン）

2011年
- 青の祓魔師（2011年 - 2025年、長友清史郎） - 3シリーズ
- うさぎドロップ（ノッポ）

2014年
- キャプテン・アース（サンダー）

2015年
- 暗殺教室（2015年 - 2016年、瀬尾智也） - 2シリーズ

2022年
- かぎなど Season2（野田）

### 劇場アニメ
- 遊☆戯☆王デュエルモンスターズ 光のピラミッド（2004年、警備員B）
- 劇場版 テニスの王子様 二人のサムライ The First Game（2005年、司会者）
- トワノクオン（2011年、兵士A）
- ONE PIECE FILM Z（2012年、キビン）

### OVA
- スクールランブル 一学期補習（2005年、西本願司）
- テニスの王子様 Original Video Animation 全国大会篇（2006年、審判、牛田鉄夫）
- スクールランブル 三学期（2008年、生徒たち）

### ゲーム
2006年
- マイネリーベII 〜誇りと正義と愛〜（シュテファン）

2007年
- 家庭教師ヒットマンREBORN! Let's暗殺!? 狙われた10代目!（風紀委員）

2008年
- 妖ノ宮（数奇若）
- 家庭教師ヒットマンREBORN! 禁断の闇のデルタ（草壁哲也）
- 家庭教師ヒットマン REBORN! ドリームハイパーバトル! Wii（風紀委員）
- 家庭教師ヒットマンREBORN! マフィア大集合! ボンゴレフェスティバル!!（草壁哲也）

2009年
- サンデーVSマガジン 集結!頂上大決戦
- スキップ・ビート!（レイノ）

2010年
- プリンス・オブ・ペルシャ 忘却の砂（プリンス）

2011年
- 学園特救ホトケンサー（皇陸斗/ホトケンイエロー）
- STAR DRIVER 輝きのタクト 銀河美少年伝説（ホンダ・ジョージ）

2012年
- 青の祓魔師 幻刻の迷宮（修道士）

2013年
- ファークライ3（ジェイソン・ブロディ）

2015年
- Angel Beats! -1st beat-（野田）

2015年
- 七つの大罪 真実の冤罪

未定
- 戦国小町苦労譚 語絵巻 - カタリエマキ -（前田慶次）

### ドラマCD
- うわさの翠くん!!（三崎冬吾）

### 吹き替え
- ペット2（2019年、首領オオカミ[24]）
- モンスターハンター（2021年、兵士[25]）

### 舞台
2002年
- 演劇集団KARASKA『BAD TRIP』（1月、三鷹芸術文化センター星のホール）

2003年
- 『キューティーハニー マジカルアクションステージ』（7月、バンダイミュージアム）
- 演劇集団KARASKA『ヘクセン・クロイツ』（11月、シアター風姿花伝）
- ミュージカル『テニスの王子様』Remarkable 1st Match不動峰（12月、ゆうぽうとホール）

2004年
- ミュージカル『テニスの王子様』in winter 2004-2005 side 不動峰 ～special match～（12月、東京芸術劇場）

2005年
- ミュージカル『テニスの王子様』The Imperial Match 氷帝学園 in winter 2005-2006（12月、日本青年館）

2006年
- SMILY☆SPIKY「ダストスパート」（4月、恵比寿・エコー劇場）
- SMILY☆SPIKY「ふたりぼっち」（11月、シアター代官山）

2007年
- BeWithプロデュース『ナイト・オン・ザ・プラネット』（11月、しもきた空間リバティ）
- SMILY☆SPIKY コントライブvol.1「それかおじゃん。」（11月、シアターグリーン BIG TREE THEATER）
- 一人芝居「オレイロ！」

2008年
- 歌劇舞台『鋼鉄三国志』（6月、ゆうぽうとホール）
- 演劇集団スプートニク『ちょっと行ってきます、宇宙（そら）へ。』（10月、シアターブラッツ）
- ミュージカル『リズミックタウン』（11月、東京芸術劇場 シアターイースト）
- 一人芝居「オレイロ2」
- 一人芝居「オレサマクール」

2009年
- TWIN-BEATプロデュース『アロマ』（3月、東京芸術劇場 小ホール2）
- 『新撰組異聞 PEACE MAKER』（5月、東京芸術劇場 小ホール2）
- エムキチビート第7廻公演「昇鳴蛇　Cry:me Snake」（6月、シアターグリーン BIG TREE THEATER）
- SMILY☆SPIKY コントライブvol.2「あいつちょっとこっちみてやんの。」（7月、SPACE107）
- 一人芝居「オレサマホラー」
- 『ソウガ』（10月、全労済ホール/スペース・ゼロ）
- アンチョビー第一回公演『アンチョビー』（11月、ウッディーシアター中目黒）

2010年
- 一人芝居「ハツイロ！」
- 『トライフル～reorder～』（1月、全労済ホール/スペース・ゼロ）
- 一人芝居「ニクイロ！」
- 舞台『空飛ぶツチノコ』（5月、中野ザ・ポケット）
- 『コカンセツ!』（8月、天王洲 銀河劇場）
- 『劇団VitaminX ～Legend Of Vitamin～』（9月、前進座劇場）
- 一人芝居「オレミス」
- エムキチビート第9廻公演『WORLD’S＠END‐fly by：you』（12月、シアターサンモール）

2011年
- 『新春戦国鍋祭～あんまり近づきすぎると斬られちゃうよ～』（1月、サンシャイン劇場）
- 『オタッカーズ・ハイ』（4月、テアトルBONBON）
- 『KEEP OUT！～勝手にアジトにしないで下さい～』（6月、シアターサンモール）
- オレイロ×『R』コラボ企画『TRAVERINGーあの日の約束ー』
- 『四つの駒』（9月、青山円形劇場）
- ニコニコミュージカル『源氏物語』（11月、全労済ホール/スペース・ゼロ）

2012年
- 『The Radio Show Must Go On ～バレルナキケン～』（1月、中野ザ・ポケット）
- 『ハロー,イエスタデイ』（3月、全労済ホール/スペース・ゼロ）
- ブレイクアレッグ第一回プロデュース公演『図々しいZOO』（4月、上野ストアハウス）
- 『The Radio Show Must Go On ～バレルナキケン～再演＋外伝公演！』（8月、中野ザ・ポケット）
- リーディングドラマ『あなたが眠りにつく前に』（9月、東放学園映画専門学校 スタジオDee）
- 『一騎当千』（11月、博品館劇場） - 左慈元放 役

2013年
- アトリエ・ダンカンプロデュース青春音楽活劇 『詭弁・走れメロス』（1月、博品館劇場）
- ミュージカル『黒執事』-The Most Beautiful DEATH in The World-千の魂と堕ちた死神（5月、赤坂ACTシアター / 梅田芸術劇場 メインホール）
- 『The Fake Time Machine Story ～ウソヘノトビラ～』（6月、中野ザ・ポケット）
- CORNFLAKES第10回記念公演「博士と太郎の異常な愛情」（7月、俳優座劇場）
- 『異聞天狼伝～會津新撰組残党記～』（9月、全労済ホール/スペース・ゼロ）
- 『ニューシネマパラダイちゅ』（11月、高田馬場ラビネスト）
- 『人狼 ザ・ライブプレイングシアター #08: MISSION The Castle Job』（12月、上野ストアハウス）

2014年
- 『スペランカー』（2月、上野ストアハウス）
- 『SHUNPU Gaiden～春風外伝～』（3月、博品館劇場）
- 『人狼 ザ・ライブプレイングシアター #12:STEAM～機巧人形と月の艇～』（5月、シアターグリーン BIG TREE THEATER）
- 劇団ホチキス『妻らない極道たち』（6月、吉祥寺シアター）
- 『人狼 ザ・ライブプレイングシアター #13:VILLAGE VII 夏草がそよぐ村』（7月、シアターKASSAI）
- ミュージカル『黒執事』-地に燃えるリコリス-（六本木ブルーシアター）
- 『人狼 ザ・ライブプレイングシアター#16: VILLAGE IX 雪の花咲ける村』（12月、シアターKASSAI）
- 『ホチキス定食』（12月、中野劇場MOMO）

2015年
- 舞台『PRISM』（2月、シアターグリーン BIG TREE THEATER）
- 『人狼 ザ・ライブプレイングシアター#18 :MISSION II The Buggy Job』（2月、萬劇場）
- 『SHUNPU Gaiden～春風外伝～』（4月、博品館劇場）
- 『人狼 ザ・ライブプレイングシアター#19 :VILLAGE X 春雷の響く村』（4月、萬劇場）
- 『人狼 ザ・ライブプレイングシアター#20: STEAM II 機巧人形と月の鉱石』（6月、シアターグリーン BIG TREE THEATER）
- 『バンク・バン・レッスン』（7月、中野ザ・ポケット）
- 『十五少年漂流記』（8月、シアター1010）
- 『逆鱗アンドロイド』（9月、東京芸術劇場 シアターウエスト）
- 『人狼TLPT×PSYCHO-PASS サイコパス』（9月、シアターサンモール）
- ミュージカル『青春鉄道』（11月、全労済ホール/スペース・ゼロ） - 日替わりゲスト
- ミュージカル『黒執事』-地に燃えるリコリス- 2015（11月、赤坂ACTシアター 他/中国公演）

2016年
- 『軽くフィクション』（1月、中野ザ・ポケット）
- 『プライム輪舞曲～素数と宝剣と金庫の謎～』（2月、シアターKASSAI）
- dope step.2『コンダクター』（4月、サンモール スタジオ）
- 『詭弁・走れメロス』（5月、新宿シアターサンモール / 京都劇場）
- 『女王の戦略』（6月、テアトルBONBON）
- 『ハロー、イエスタデイ 再演』（8月、新宿シアターサンモール）
- 『主人がオオアリクイに殺されて1年が過ぎました』（10月、俳優座劇場）
- ミュージカル『黒執事』～NOAH'S ARK CIRCUS～（11月 - 12月、TOKYO DOME CITY HALL 他）

2017年
- 『アマテラス』（2月、紀伊國屋ホール）
- 『僕らのピンク スパイダー』（3月、紀伊國屋ホール）
- 『乱歩奇譚 Game of Laplace』（4月、シアターサンモール）
- 劇団ホチキス『あちゃらか』（6月、吉祥寺シアター）
- 『トレーディングライフ』（7月、シアターグリーン BIG TREE THEATER）
- 『人狼TLPT×宇宙兄弟』（7月26日 - 8月6日、シアターサンモール） - 南波六太 役
- 超！脱獄歌劇『ナンバカ』（9月14日 - 24日、Zeppブルーシアター六本木） - 一声三鶴 役
- 演劇集団Z-Lion（ジーライオン） 第9回公演『夢のLife twoトゥライフ』 (10月、シアターサンモール）
- SOLID STARプロデュース　vol.12「ハッピーマーケット！」（11月、全労済ホール/スペース・ゼロ）
- ミュージカル『黒執事』-Tango on the Campania-
  - 東京公演：2017年12月31日 - 2018年1月14日、TBS赤坂ACTシアター
  - 兵庫公演：2018年1月19日 - 22日、神戸国際会館こくさいホール
  - 愛知公演：2018年1月26日 - 28日、江南市民文化会館
  - 石川公演：2018年2月3日 - 4日、本多の森ホール
  - 福岡公演：2018年2月10日 - 12日、久留米シティプラザ ザ・グランドホール

2018年
- 劇団ホチキス『妻らない極道たち』（1月29日、あうるすぽっと） - 日替わりゲスト
- 舞台「乱歩奇譚 Game of Laplace ～パノラマ島の怪人～」（4月13日 - 22日、シアターサンモール） - 影男 役
- 演劇集団Z-Lion 東京・大阪・名古屋公演 2018「まっ透明なAsoべんきょ～」（5月23日 - 27日、俳優座劇場 / 6月2日 - 3日、ABCホール / 6月6日 - 7日、熱田文化小劇場） - 秋山哲郎 役
- 劇団ホチキス『あちゃらか2～ねずみの唄は花火と共に～』（2018年6月20日 - 24日、博品館劇場）
- 体内活劇『はたらく細胞』（11月16日 - 25日、シアター1010） - インフルエンザウイルス感染細胞 役
- dopeAdope step.3【スーパーノバ】（11月30日・12月1日 - 2日、シアターグリーン BASE THEATER） - 日替わりゲスト

2019年
- 舞台『CRIMINAL』（1月4日 - 6日、新宿村LIVE）
- 舞台「OUT OF FOCUS!」（2月9日 - 17日、シアターサンモール）
- ピウス企画「女王の戦略」（3月13日 - 17日、シアターグリーン BIG TREE THEATER） - 榊 役
- ミュージカル『憂国のモリアーティ』（5月10日 - 19日、天王洲 銀河劇場 / 5月25日 - 26日、柏原市民文化会館リビエールホール） - ジョージ・レストレード 役
- 舞台「紅葉鬼」（6月26日 - 7月7日、品川プリンスホテル クラブeX） - 熊武 役
- 舞台「乱歩奇譚 Game of Laplace ～怪人二十面相～」（8月5日 - 12日、品川プリンスホテル クラブeX） - 影男 役
- 体内活劇『はたらく細胞Ⅱ』（9月27日 - 10月6日、シアター1010） - インフルエンザウイルス感染細胞 役
- ミュージカル『青春-AOHARU-鉄道』コンサート Rails Live 2019 （10月30日 - 10月31日、舞浜アンフィシアター / 11月3日 - 11月4日 COOL JAPAN PARK OSAKA WWホール）
- PERSONA5 the Stage（12月13日 - 15日、メルパルクホール / 12月19日 - 29日、天王洲 銀河劇場） - 鴨志田卓 役

2020年
- 舞台「タイムトラブルバルコニー」（1月31日 - 2月9日、シアターサンモール） - 中村広大（コーダイ） 役
- 舞台『デュラララ!!』～円首方足の章～（4月10日 - 18日、日本青年館ホール / 4月24日 - 26日、常滑市民文化会館 / 5月1日 - 6日、COOL JAPAN PARK OSAKA WWホール） - サイモン・ブレジネフ 役（中止。新日程には出演せず。）
- ミュージカル『憂国のモリアーティ』Op.2（オーパスツー） -大英帝国の醜聞-（7月31日 - 8月10日、天王洲 銀河劇場 / 8月14日 - 16日、京都劇場） - ジョージ・レストレード 役

2021年
- 舞台「紅葉鬼」～童子奇譚～（1月8日 - 1月14日、日本青年館ホール） - 熊武 役
- 舞台『錦田警部はどろぼうがお好き』（3月11日 - 3月21日、品川プリンスホテル クラブeX） - 錦田警部=死んだ目の錦田 役（Wキャスト）
- 舞台『まわれ！無敵のマーダーケース！！』（5月26日 - 30日、博品館劇場） - 登塚 役
- RICE on STAGE「ラブ米」～Rice will come～（11月18日 - 28日、品川プリンスホテル クラブeX） - ガァ・ガァ・キング 役
- 眠れぬ夜のライブストーリー（12月3日、紀伊國屋ホール） - 日替わりゲスト

2022年
- ホチキスvol.45 「うらめしブギ」（3月18日 -27日、あうるすぽっと）
- 舞台「紅葉鬼」～酒呑奇譚～（5月8日 - 5月14日、シアター1010） - 星熊 役
- dopeⒶdope step.6『フェイクキラーズ』 （7月7日 - 11日、サンモールスタジオ）
- ミュージカル『青春-AOHARU-鉄道』～誰が為にのぞみは走る～（8月21日、品川プリンスホテル ステラボール） - 山手線 役[26][27]
- 舞台「オブリビオの翼」（9月23日 - 25日、COOL JAPAN PARK OSAKA TTホール / 10月4日 - 8日、シアター1010）[28]

2023年
- ミュージカル『憂国のモリアーティ』Op.4 -犯人は二人-（1月27日 - 29日、新歌舞伎座 / 2月2日 - 12日、天王洲 銀河劇場） - ジョージ・レストレード 役[29]
- 舞台「LIAR GAME murder mystery」（3月10日、飛行船シアター）[30]
- 夏の夜の夢（4月19日 - 23日、東京芸術劇場 シアターウエスト） - オーベロン 役[31]
- 舞台「ちょっと今から仕事やめてくる」（4月22日 - 30日、シアター1010） - 声の出演[32]
- 幾度の群青に溺れ（7月5日 - 9日、紀伊國屋ホール）[33]
- ロンドンコメディ Run For Your Wife（7月16日、あうるすぽっと） - 新聞記者 役（日替わりゲスト）[34]
- ミュージカル『憂国のモリアーティ』Op.5 -最後の事件-（8月24日 - 27日、メルパルクホール / 9月1日 - 10日、天王洲 銀河劇場） - ジョージ・レストレード 役[35]
- 本格ミステリー歌劇『46番目の密室』（10月15日 - 22日、KAAT神奈川芸術劇場 ホール） - 大崎 役[36]

2024年
- 舞台『転生したらスライムだった件』-魔王来襲編&人魔交流編-（7月25日 - 28日、天王洲 銀河劇場 / 8月2日・3日、サンケイホールブリーゼ） - リグルド 役 [37]
- Team Unsui 第6回公演『ハイシン』（9月29日、中野ザ・ポケット） - 日替わりゲスト[38]
- あくたーず☆りーぐ さんにんのおうさまのおはなし（11月3日、横浜赤レンガ倉庫1号館 3Fホール） - おう 役[39]
- 『多重面奏』-町田慎吾30周年記念公演-（11月16日、シアター・アルファ東京）[40]
- 演劇ドラフトグランプリ THE FINAL（12月10日、日本武道館）[41]

2025年
- mucho produce vol.2 舞台『悲しい時には羊のうたを』（2月14日 - 23日、新宿村LIVE）[42]
- マーダーミステリーシアター『殺意の代償』（3月14日、品川プリンスホテル クラブeX）[43]
- WBB vol.26『サムライモード』（6月4日 - 9日、紀伊國屋サザンシアター TAKASHIMAYA / 6月13日 - 15日、AiiA 2.5 Theater Kobe）[44]
- 絵本朗読LIVE『ビロードのうさぎ〜ペールトーン〜』（7月10日・18日・21日、CBGKシブゲキ!!）[45][46]
- Bloody Love 歌劇『ババンババンバンバンパイア』（9月20日 - 25日〈予定〉、東京国際フォーラム ホールC） - 立野春彦 役[47]
- 舞台『マイホームヒーロー』（11月13日 - 24日〈予定〉、品川プリンスホテル クラブeX） - 窪 役[48]
- ミュージカル『青春-AOHARU-鉄道』コンサート Rails Live 2025（11月22日 - 24日〈予定〉、TACHIKAWA STAGE GARDEN） - 山手線 役[49]

### ネット配信
- ライブストリーミング演劇『バックステージオンファイア』（2022年12月25日、Streaming+）[50]

### ラジオ
- SMILY☆SPIKYの「きゃーちゃーりー!」（WEBラジオJuscli）
- SMILY☆SPIKYの「なまはこっうぇ!」（BBstation 2009年2月3日 - ）
- ホトケンらじお（ニコニコ生放送、2011年4月29日（第一回））

### テレビドラマ
- テレビ東京 木ドラ25「テレビ演劇 サクセス荘」（テレビ東京 他、2019年7月11日 - 9月26日） - ユッキー 役
- テレビ東京 木ドラ25「テレビ演劇 サクセス荘2」（テレビ東京、2020年7月9日 - 9月24日） - ユッキー 役
- テレビ演劇 サクセス荘2 mini（2020年10月12日 - 12月22日、テレビ東京） - ユッキー 役
- テレビ東京 木ドラ25「テレビ演劇 サクセス荘3」（テレビ東京、2021年1月6日 - 3月24日） - ユッキー 役
- テレビ演劇 サクセス荘3 mini（2021年4月5日 - 6月28日、テレビ東京） - ユッキー 役

### 映画
- 映画演劇サクセス荘 -侵略者Sと西荻窪の奇跡-（2021年12月31日公開） - ユッキー 役

## ディスコグラフィ
- PS2ゲーム スキップ・ビート! OP&EDテーマ
  - 「Blow Wind」：（SMILY☆SPIKY（宮野真守&高木俊））
- SMILY☆SPIKY ミニアルバム ONE
  - 「ONE」：（宮野真守&高木俊）
  - 「恋のダイヤル6700」：（宮野真守&高木俊）
  - 「白い月」
  - 「Angela」
- ラジオ『SMILY☆SPIKYのきゃーちゃーりー!』OP&EDテーマ
  - 「ハジメようぜ」／c/w：「Ready to go」
- 宮野真守オリジナルアルバムBREAK
  - 「卒業デイズ（featuring SMILY☆SPIKY）」
- TVアニメ「天体戦士サンレッド」ボーカルアルバム「溝ノ口豪華絢爛歌謡祭」
  - 「ふたりは恋人〜バカップル☆ in カラオケBOX」：（かよ子とレッド（鍋井まき子、高木俊））

## 書籍
- 宮野真守×高木俊 - SMILY☆SPIKY×ハービー・山口（スタジオワープ） ISBN 978-4-86010-235-7